# Colos (Odemira)
 Colos ist ein Ort und eine Gemeinde im Alentejo in Portugal im Kreis von Odemira, mit einer Fläche von 103,5 km² und 1005 Einwohnern (Stand 30. Juni 2011). Dies entspricht einer Bevölkerungsdichte von 9,7 Einw./km².

## Geschichte
Colos wurde erstmals 1383 schriftlich erwähnt. Am 26. Juni 1499 erhielt Colos die Stadtrechte. Damals gehörte die Gemeinde noch zum Landkreis von Sines. 1836 wurde Colos dem Kreis von Vila Nova de Milfontes und später nach Auflösung dieses Kreises Cercal do Alentejo zugeteilt und erst 1855 wechselte der Zuständigkeitsbereich zum Kreis von Odemira. Colos, eine Stadt im Alentejo mit 500-jähriger Geschichte, feierte im Jahr 1999 seinen Geburtstag.
Eine bekannte historische Persönlichkeit von Colos war der Fliegerkommandant Brito Pais, einer der ersten Luftpioniere Portugals der 1924 zusammen mit Sarmento de Beires den ersten Direktflug von Portugal nach Macau durchführte, der in Vila Nova de Milfontes startete.

## Wappen
In Silber das rote fußgespitzte Jakobskreuz über einem grünen Dreiberg.  Auf dem Schild ruht eine viertürmige Mauerkrone. Im weißen Band am Schildfuß der Ortsname in schwarzen Buchstaben „COLOS“.